# LuLu Group International
LuLu Group International é um conglomerado multinacional que opera uma rede de hipermercados e lojas de varejo, com sede em Abu Dhabi, nos Emirados Árabes Unidos. Foi fundado em 2000 por M.A. Yusuff Ali de Nattika, distrito de Thrissur em Querala, Índia. LuLu Group International opera principalmente a cadeia internacional de hipermercados, a "Hipermercados Lulu". O LuLu tem mais de 57.000 funcionários de diversas nacionalidades.
É uma das maiores cadeias de varejo da Ásia e a maior do Oriente Médio, com 215 pontos comerciais nos países do Conselho de Cooperação do Golfo (GCC) e outros locais. O LuLu Group International administra o Hipermercado Lulu, que também possui 13 shoppings em todos os países do GCC, o LuLu International Shopping Mall junto com o Marriott Hotels &amp; Resorts, Cochim no mesmo campus de Lulu e o maior shopping da [Ásia]. A empresa de pesquisa Deloitte recentemente o colocou entre os 50 varejistas que mais crescem no mundo. Lulu também inaugurou o Centro de Convenções Lulu em Thrissur, que está espalhado por uma área de 7.3 ha (18 acres) com uma área construída de 15.000 m² (160.000 pés). O projeto do Centro Internacional de Convenções Lulu Mulavukad, na Ilha Mulavukad, é um dos maiores centros de convenções da Ásia Meridional junto com o terceiro maior hotel da marca Grand Hyatt no mesmo espaço. Em 2016, M. A. Yusuff Ali, fundador da Lulu, comprou o Scotland Yard Building em Londres. A partir de 2013, Yusuff Ali detém uma participação de 9,37% no Aeroporto Internacional de Cochim. O Lulu Group International comprou uma participação de 10% na empresa comercial sediada no Reino Unido, East India Company, e uma participação de 40% em sua subsidiária de alimentos requintados por cerca de US$ 85 milhões no total. Y International, o centro de distribuição de exportação nos Estados Unidos e Europa para LuLu Group International

## História
O LuLu Group International abriu seu primeiro supermercado em Abu Dhabi, capital dos Emirados Árabes Unidos, em 1995, quando o cenário de negócios do varejo na região começou a mudar com a entrada do supermercado Continent (atualmente conhecido como Carrefour). Posteriormente, mais Supermercados LuLu foram abertos em diferentes áreas de Abu Dhabi. Há também várias lojas do grupo LuLu localizadas no emirado de Dubai . No final da década de 1990, as lojas de departamento LuLu Center foram inauguradas e o grupo passou a operar em outros países do Oriente Médio.
Em 2000, foi inaugurada o primeiro hipermercado Lulu em Dubai. Com este lançamento, o Grupo embarcou em um plano de expansão agressivo. Logo se transformou em uma rede com vários pontos de venda nos Emirados Árabes Unidos, Kuwait, Catar, Arábia Saudita, Bahrein, Omã e Iêmen. Em 10 de março de 2013, o LuLu Hypermarket foi inaugurado em Cochim, Índia, no LuLu Mall, que é o maior shopping center da Índia. O grupo LuLu também planeja investir INR 10.000.000.000,00 para construir um centro de convenções internacional, um hotel cinco estrelas e um shopping em Lucnau, capital do estado de Utar Pradexe, na Índia. Eles abriram as portas de seu novo Lulu Mall em Tiruvanantapura ao público em dezembro de 2021. É o segundo maior shopping da Índia, apenas atrás do shopping de Kochi. Foi inaugurado pelo ministro-chefe de Querala Pinarayi Vijayan, juntamente com outras celebridades, incluindo o ator Mammootty.

## Operações

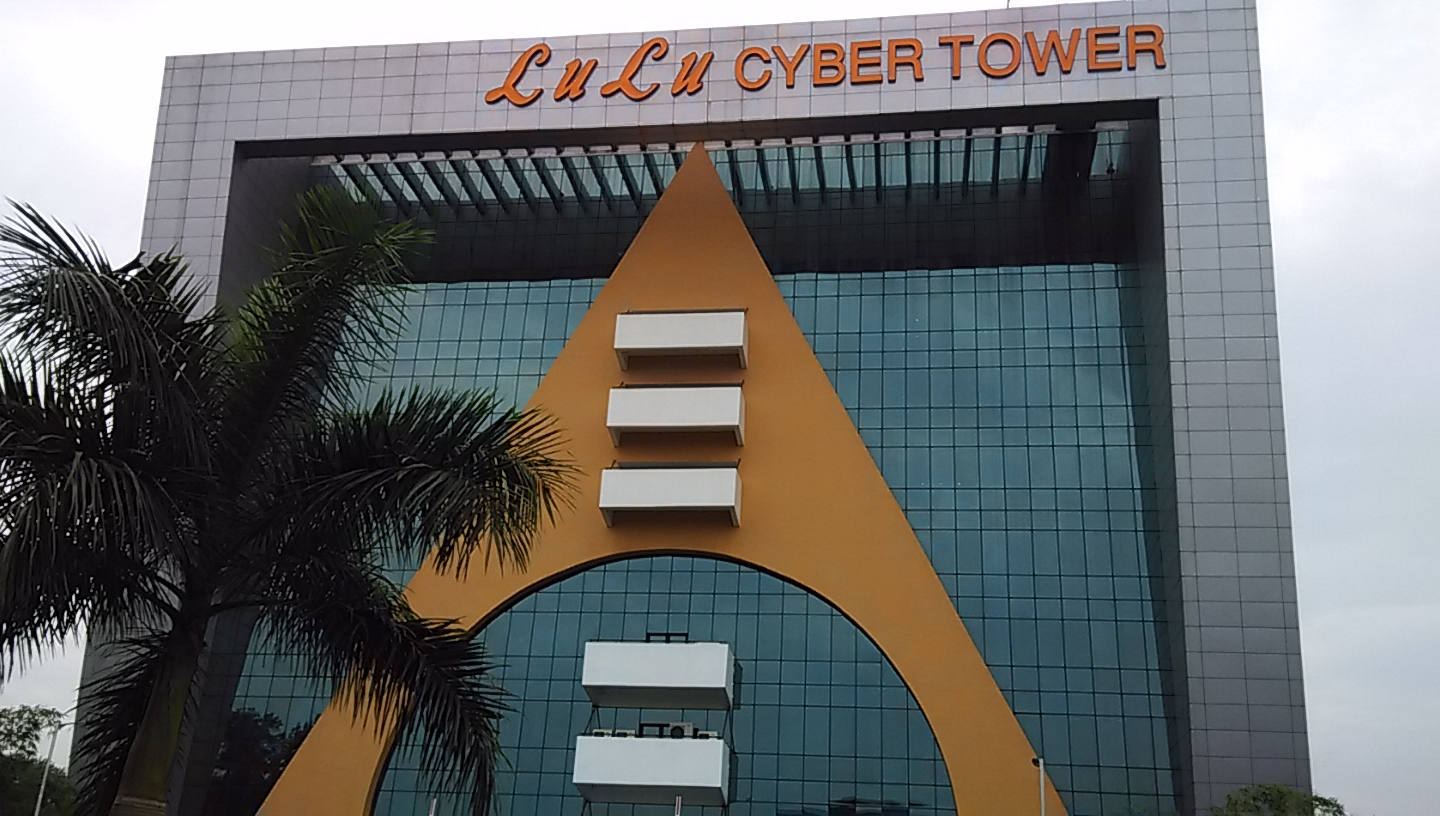
Lulu Cyber Tower em Cochim, Querala, Índia

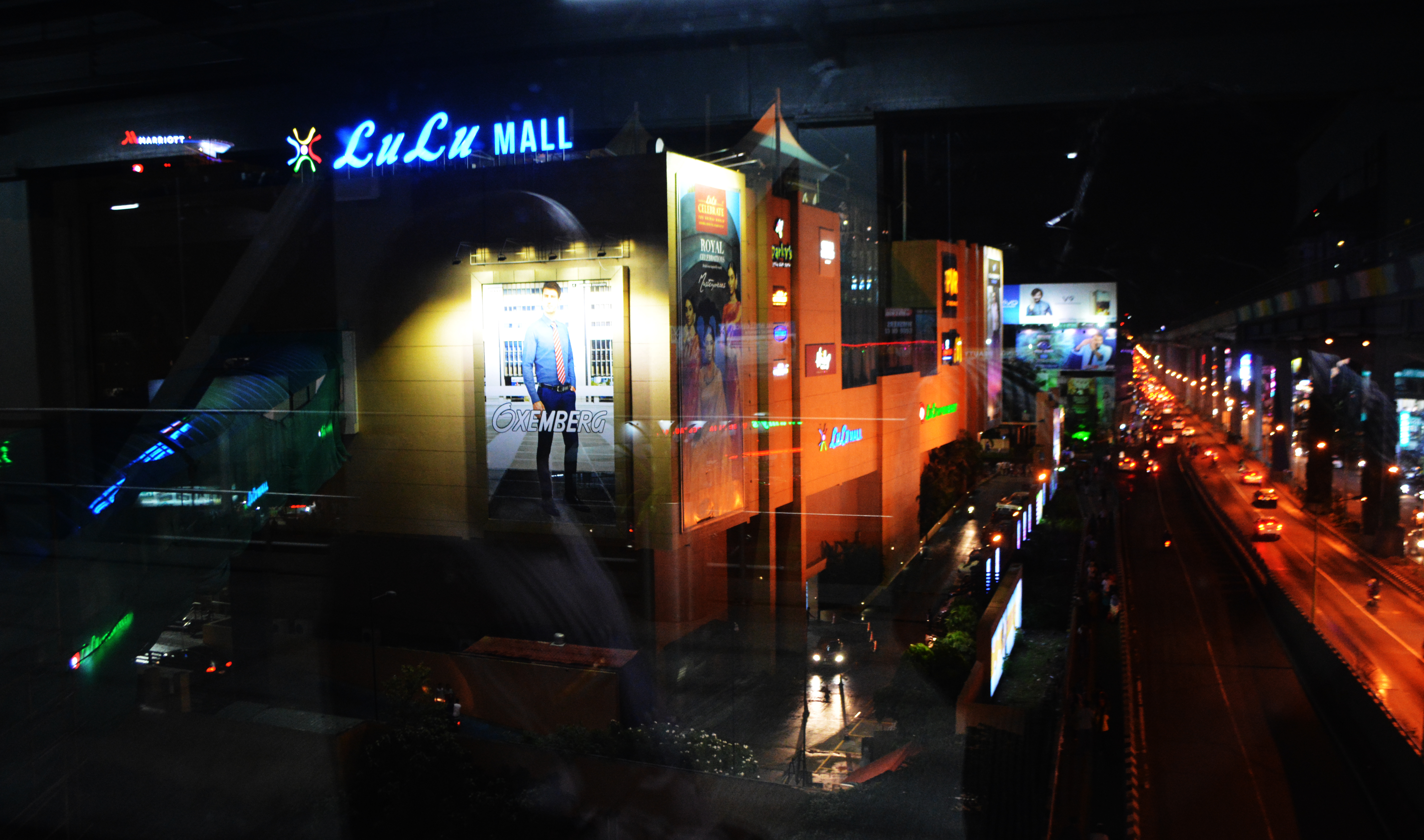
Vista do Lulu Mall da estação de metrô Edapally em Cochim, Querala, Índia

### Oriente Médio e Índia
Em julho de 2022, existem mais de 200 hipermercados LuLu no GCC, 4 na Índia em Tiruvanantapura, Cochim, Bangalor e Lucnau, 1 na Malásia e 4 na Indonésia. O grupo Lulu tem 6 outras operações na Índia, a LuLu Cyber Tower em Kochi, Kerala, o centro de moda LuLu em Triprayar, Thrissur, 2 hotéis e resorts Marriott em Cochim e o centro de convenções LuLu em Thrissur. O grupo Lulu está investindo fortemente em Bangalor, Chenai, Haiderabade, Visagapatão, Lucnau, Calecute e Tiruvanantapura. Eles começaram a construção de seus novos shoppings em Calecute, Kottayam, Varanasi, Índia. O grupo também planeja construir shoppings em várias cidades como Chenai, Haiderabade, Amedabade e Prayagraje. O grupo LuLu também está montando uma unidade de processamento de alimentos em Grande Noida.

### Internacional
Em abril de 2013, o Grupo LuLu lançou suas operações no Reino Unido em Birmingham com a inauguração de uma unidade de logística e embalagem sob o nome de Y International. A instalação adquire e exporta alimentos, produtos não alimentares, refrigerados e congelados de origem britânica para os Hipermercados LuLu espalhados pelos países do Golfo. Codificação de data e rotulação para diferentes países, tradução de rótulos, Halal e outras certificações relevantes também são realizadas aqui. Cerca de 60 cidadãos britânicos estão empregados na instalação, que pretende criar 200 empregos em breve. Em maio de 2014, após a visita do então primeiro-ministro Najib Razak aos Emirados Árabes Unidos, foi assinado um memorando de entendimento entre Hipermercado Lulu e a Federal Land Development Authority (FELDA) para a inauguração de dez Hipermercados Lulu na Malásia.

### Localizações
| País                   | Primeira loja | Número de lojas |
| ---------------------- | ------------- | --------------- |
| Emirados Árabes Unidos | 2000          | inúmeras lojas  |
| Índia                  | 2013          | 5               |
| Omã                    | 2005          | 50              |
| Bahrein                | 2007          | 8               |
| Arábia Saudita         | 2009          | 34              |
| Kuwait                 | 2007          | 6               |
| Catar                  | 2000          | 13              |
| Egito                  | 2010          | 2               |
| Iémen                  | 2006          | 1               |
| Indonésia              | 2016          | 5               |
| Suriname               | 2016          | 1               |
| Malásia                | 2016          | 4               |

## Propriedade
O Hipermercado Lulu é de propriedade do LuLu Group International. O LuLu Group International também possui a Twenty14 Holdings, que possui hotéis pelo mundo.